# Robert Lawrenson
Pour les articles homonymes, voir Lawrenson.
Robert Lawrenson (né le 12 novembre 1971) est un acteur anglais plus connu pour son rôle de Declan MacRae dans la série télévisée de SYFY, Sanctuary. On peut également le voir dans Coronation Street et Smallville, et plus récemment, faire une apparition dans Underworld : Nouvelle Ère.

## Filmographie
| Année | Film                                                          | Rôle                | Notes                       |
| ----- | ------------------------------------------------------------- | ------------------- | --------------------------- |
| 2002  | Coronation Street                                             | P.C. Glaister       | série télévisée, 1 épisode  |
| 2002  | Crossroads                                                    | DC Parkford         | série télévisée, 1 épisode  |
| 2002  | Always and Everyone                                           | Elliott             | série télévisée, 1 épisode  |
| 2002  | Holby City                                                    | Ian Kirby           | série télévisée, 1 épisode  |
| 2002  | Heartbeat (UK TV series)                                      | Mickey Box-Cockford | série télévisée, 1 épisode  |
| 2003  | Coronation Street                                             | P.C. Glaister       | série télévisée, 1 épisode  |
| 2003  | Heartbeat (UK TV series)                                      | Tom Watkins         | série télévisée, 1 épisode  |
| 2003  | Emmerdale                                                     | Keith Dobbs         | série télévisée, 2 épisodes |
| 2003  | Where the Heart Is                                            | Vicaire             | série télévisée, 1 épisode  |
| 2004  | Coronation Street                                             | P.C. Glaister       | série télévisée, 2 épisodes |
| 2004  | Emmerdale                                                     | Keith Dobbs         | série télévisée, 1 épisode  |
| 2005  | Coronation Street                                             | Officier de police  | série télévisée, 1 épisode  |
| 2005  | Fat Friends                                                   | Leo                 | série télévisée, 1 épisode  |
| 2005  | Where the Heart Is                                            | Vicaire             | série télévisée, 1 épisode  |
| 2006  | Coronation Street                                             | Officier de police  | série télévisée, 2 épisodes |
| 2006  | The Royal                                                     | Tony Salter         | série télévisée, 1 épisode  |
| 2006  | Doctors                                                       | Dave Gilmore        | série télévisée, 1 épisode  |
| 2007  | Coronation Street                                             | Officier de police  | série télévisée, 3 épisodes |
| 2008  | Smallville                                                    | Neurologue          | série télévisée, 1 épisode  |
| 2009  | Sanctuary                                                     | Declan MacRae       | série télévisée, 3 épisodes |
| 2009  | Beyond Sherwood Forest                                        | William             | Téléfilm                    |
| 2010  | Sanctuary                                                     | Declan MacRae       | série télévisée, 4 épisodes |
| 2010  | Human Target                                                  | Prince Walter       | série télévisée, 1 épisode  |
| 2012  | Underworld : Nouvelle Ère                                     | Policier des quais  | Film                        |
| 2015  | Enquêtes gourmandes : Meurtre au menu (The Gourmet Detective) | Mike Malloy         | Téléfilm                    |